# رفيق الرضي
رفيق الرضي هو شاعر يمني صدرت له العديد من الدواوين المطبوعة بالشعر الفصيح والغنائي، يُعرف بأسلوبه الشعري الذي يعبر عن آلام الوطن وأمال الإنسانية، إذ يُطلق على نفسه لقب "شاعر بآلام الوطن". وهو عضو الهيئة الاستشارية لدار عناوين بوكس للنشر.

## المسيرة العلمية والمهنية
يحمل شهادة بكالوريوس في اللغة الإنجليزية وآدابها من جامعة صنعاء (2004م)، بالإضافة إلى ماجستير في إدارة الأعمال من جامعة العلوم والتكنولوجيا (2008م). حصل على رخصة مترجم لغة إنجليزية معتمد من الهيئة الوطنية للثقافة والعلوم في عام 2007م. عمل في مجال الترجمة في صنعاء لمدة تسع سنوات (2007-2016)، إلى جانب عمله في مجال إدارة الأعمال. انتقل بعدها للعيش في دولة الإمارات العربية المتحدة، حيث واصل مسيرته الأدبية والمهنية.
بمشاركة صالح البيضاني (الناشر) وأحمد عباس (مدير التحرير)، أصدر مجلة يمن 360 الثقافية التي يشغل فيها رئيس التحرير. تعنى المجلة بالشأن الثقافي والتراثي اليمني، وتصدر من القاهرة.

## مؤلفات
من مؤلفاته:
- التراث الموسيقي اليمني (كتاب يتناول تاريخ الأغنية اليمنية وأشهر روادها قديماً وحديثاً) - صادر عن دار عناوين للنشر، القاهرة، أبريل 2024.[4]

- ظلٌ وروح (ديوان شعر فصيح) - صادر عن دار عناوين للنشر، القاهرة، أبريل 2023.[5]
- راعــي الـذود 3 (ديوان شعر غنائي) - صادر عن دار عناوين للنشر، القاهرة، ديسمبر 2022.[6]

- راعــي الـذود 2 (ديوان شعر غنائي) - صادر عن دار عناوين للنشر، القاهرة، نوفمبر 2022.[6]

- راعــي الـذود 1 (ديوان شعر غنائي) - صادر عن دار عناوين للنشر، القاهرة، نوفمبر 2022.[6]

- ما بعد الغروب (شعر فصيح)، القاهرة. [7] الطبعة الأولى: ديسمبر 2019، الطبعة الثانية: 2023 عن دار عناوين للنشر.
- الإيجابية ما بعد الفشل (تنمية بشرية)، صادر عن دار عناوين للنشر، القاهرة.[8] الطبعة الأولى: ديسمبر 2019، الطبعة الثانية: 2023 عن دار عناوين للنشر.[1]

- شواطئ الذكريات (شعر فصيح)، القاهرة.[9] الطبعة الأولى: 2012 عن دار عبادي للنشر، الطبعة الثانية: 2023 عن دار عناوين للنشر.